# Théâtre du Marais
Le théâtre du Marais est un nom porté par trois salles de spectacles distinctes du quartier parisien du Marais au cours de l'histoire. La première ouvre au XVIIe siècle dans la rue Vieille-du-Temple. La deuxième salle est construite en 1791 au 11 rue de Sévigné. La troisième salle ouvre en 1976 au 37, rue Volta.

## Historique

### La salle du XVIIe siècle
Malgré le « monopole » de l'hôtel de Bourgogne, l'acteur Montdory décide de monter son propre théâtre à Paris. Il s'installe en 1634 dans le quartier très à la mode du Marais, rue Vieille-du-Temple. Il se met ainsi en concurrence directe avec le théâtre de Bourgogne.
En 1634, il n'y a à Paris qu'une seule salle de théâtre permanente, et c'est celle de l'hôtel de Bourgogne, construite en 1548 par les Confrères de la Passion et louée de manière permanente par la troupe des Comédiens du Roi depuis décembre 1629. Les acteurs Le Noir et Mondory, chefs de la troupe dite "du prince d'Orange", qui séjournaient fréquemment à Paris avant cette date et qui sont désormais privés de la salle de l'hôtel de Bourgogne, aménagent successivement entre 1630 et le début de 1634 plusieurs jeux de paume et finissent par s'installer durablement dans un quartier alors un peu excentré mais déjà à la mode : le Marais. Les comédiens font aménager la salle du jeu de paume, rue Vieille-du-Temple, dans laquelle leurs compagnons et leurs successeurs — désormais désignés comme les comédiens de la « Troupe du Marais » — resteront jusqu'au printemps de 1673, offrant durant une quinzaine d'années une vive concurrence à l'hôtel de Bourgogne. C'est ainsi la Troupe du Marais qui crée Le Cid au début de janvier 1637 ; l'ampleur du succès explique que les comédiens aient commencé alors à louer des sièges placés de part et d'autre de la scène, pratique qui s'étendra aux autres théâtres: ces places étant les plus chères, à égalité avec les premières loges, elles furent fréquentées par les jeunes aristocrates les plus en vue et les comédiens ne voulurent plus s'en passer. On ignore si les comédiens du théâtre du Marais décidèrent de faire remplacer les chaises pliantes à cause du bruit par des bancs fixes, comme devait le faire au Palais-Royal la troupe de Molière. Le répertoire du théâtre du Marais est composé — outre les farces jouées par Jodelet jusqu'au début des années 1640 — des pièces de tous les auteurs à la mode de l'époque: Pierre Corneille qui fait jouer par la troupe toutes ses pièces jusqu'en 1647, en particulier Le Cid en 1637; mais aussi Tristan l'Hermite, Scudéry, Mairet, etc. Le répertoire est à peu près le même qu'à l'Hôtel de Bourgogne: dominé d'abord par la tragi-comédie et la pastorale, il voit la renaissance progressive de la comédie, grâce à Corneille, puis à compter de 1634, de la tragédie dite "régulière". L'acteur Floridor entre dans la troupe en 1638, pour succéder à Montdory et devient rapidement à son tour une vedette parisienne et l'ami personnel de Pierre Corneille. La concurrence entre le théâtre du Marais et l'hôtel de Bourgogne est vive, au point que fréquemment les deux troupes créent la même saison deux pièces rivales sur le même sujet. Le roi lui-même intervient à deux reprises au moins pour modifier la composition des troupes et faire passer des comédiens d'un théâtre à l'autre.

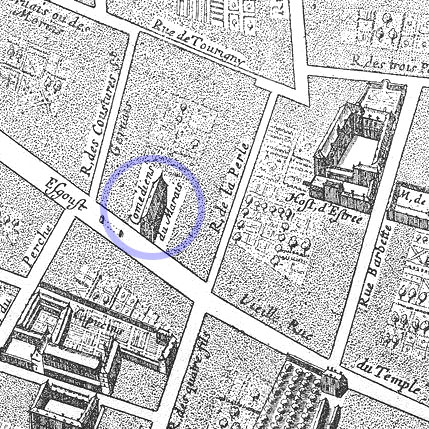
Théâtre du Marais vers 1652.

En janvier 1644, la salle est détruite par un incendie et ne peut réouvrir qu'après sa complète rénovation, en octobre 1644. C'est alors que, grâce aux nouveautés techniques de ce théâtre tout neuf, le Marais développe de plus en plus ses changements de décors spectaculaires, avec naufrages et cataclysmes dans ses pièces à machines, avec lesquelles il tentera (en vain) de compenser le départ de Floridor pour l'hôtel de Bourgogne en 1647 (lequel entraîna Corneille qui depuis dix-huit ans apportait toutes ses pièces au Marais). Durant les années 1650 la salle connaît de longues périodes de fermeture, et reprend durablement une activité solide durant les années 1660, grâce en particulier aux pièces à machines, tout en restant loin derrière les deux théâtres qui comptent alors, l'Hôtel de Bourgogne, encore et toujours, et le Palais-Royal de Molière, devenu depuis le début de la décennie la salle à la mode: ces deux troupes puisent en permanence leurs nouveaux acteurs dans les effectifs du Marais, que son directeur La Roque est constamment obligé de compléter en puisant lui-même dans les nombreux effectifs des "troupes de campagne". C'est ainsi que Marie Champmeslé et son mari entrent dans la troupe en 1669 et passent à peine un an plus tard à l'hôtel de Bourgogne. Il semble que les difficultés financières aient alors recommencé et au lendemain de la mort de Molière, dont quatre comédiens passent aussitôt à l'Hôtel de Bourgogne, la troupe du Marais est dissoute (et la salle fermée) sur ordre du roi Louis XIV pour fusionner avec les débris de celle de Molière qui conserve son titre de Troupe du Roi. Mais comme le roi attribue en même temps le Palais-Royal à Lully pour y créer ses opéras, la Troupe du Roi ainsi reconstituée doit louer une nouvelle salle rue Guénégaud (aménagée en 1669 pour créer le premier opéra français, Pomone) sur la rive gauche. Symbole de la fusion réussie entre les deux troupes: en 1677 Armande Béjart, veuve de Molière, épousa Guérin d'Estriché, ancien membre de la troupe du Marais. En 1680 enfin la Troupe Royale de l'hôtel de Bourgogne et la Troupe du Roi de l'hôtel Guénégaud fusionnent sur ordre de Louis XIV pour constituer l'unique troupe parisienne de comédiens français sous le nom de Comédie-Française, qui joue au théâtre Guénégaud, tandis que l'Hôtel de Bourgogne est attribué à la Comédie-Italienne.

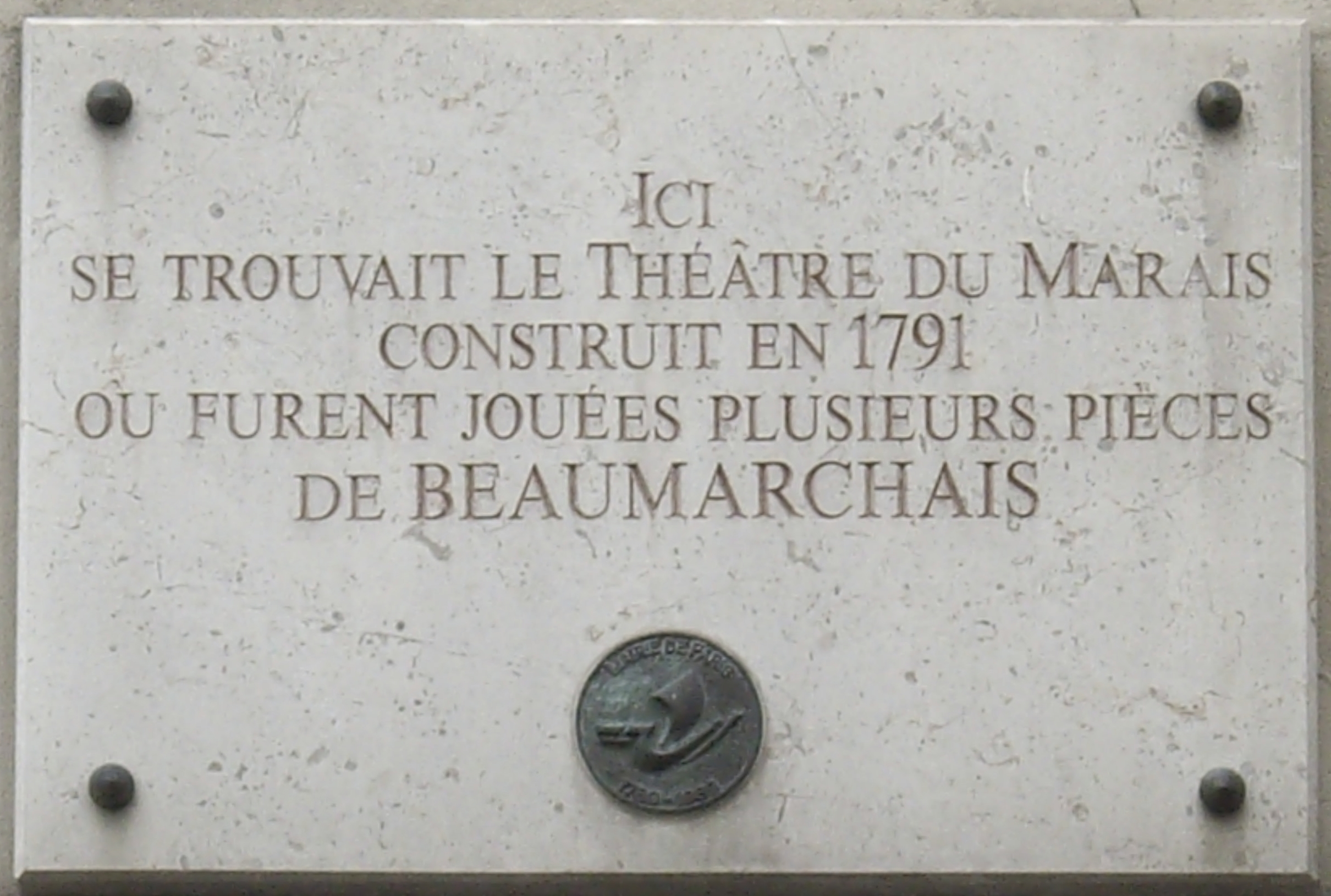
Plaque rappelant l'emplacement du deuxième théâtre du Marais au 11 rue de Sévigné.

### De 1791 à 1812: deuxième salle
En 1791 un autre théâtre du Marais est bâti, au no 11, rue de Sévigné, avec des matériaux récupérés de la démolition de la Bastille (pilastres et chapiteaux) et présentant des spectacles révolutionnaires. Le bâtiment est conçu par l'architecte Guillaume Trepsat. Plusieurs pièces de Beaumarchais y sont jouées. Mais le théâtre doit fermer en 1807 par ordre de Napoléon et la salle est détruite en 1812 pour laisser la place à un établissement de bains.

### 1976: troisième salle

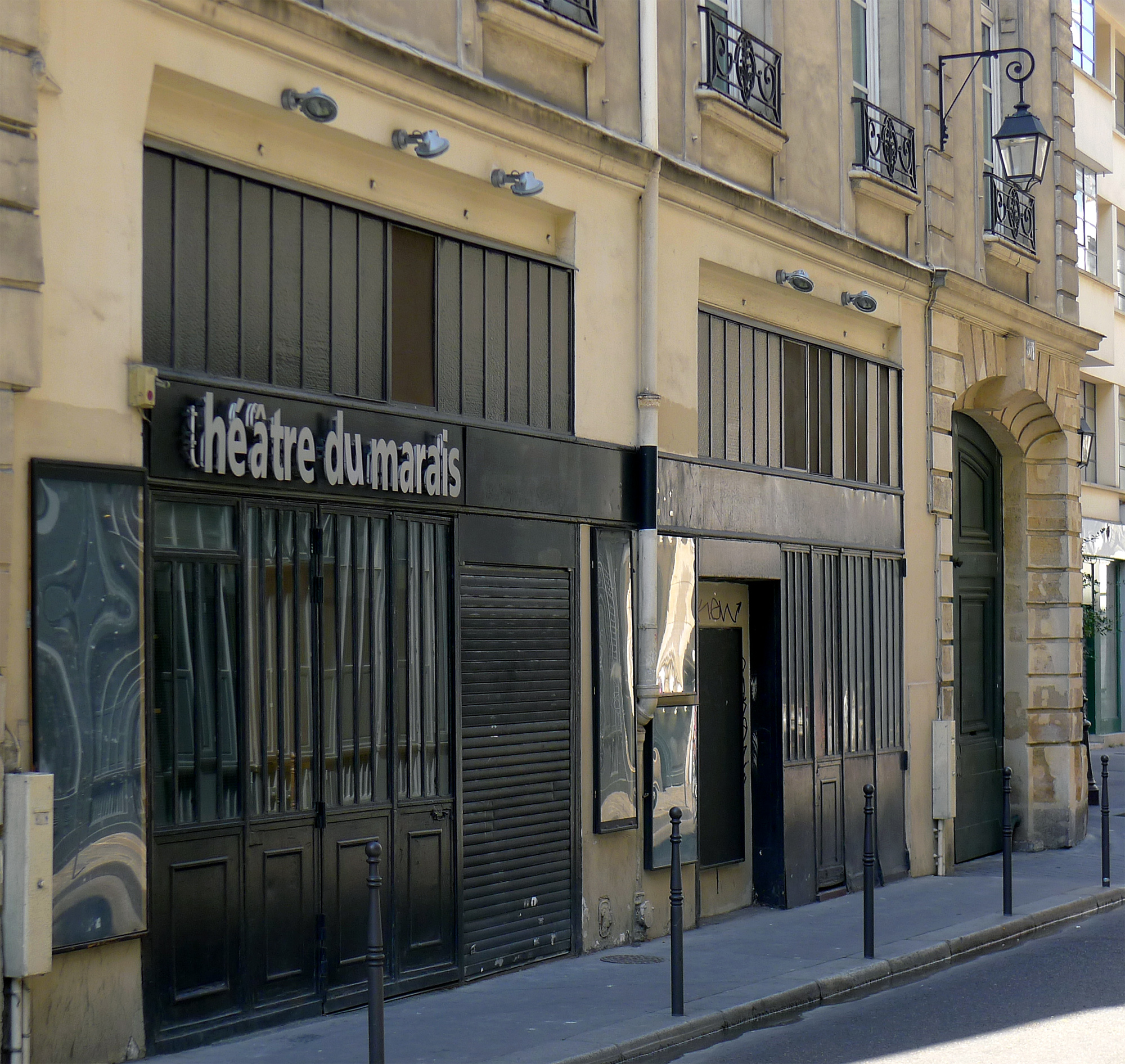
Le théâtre en 2013.

Au XXe siècle, un nouveau lieu théâtral est ouvert sous le nom de théâtre du Marais. Fondé par Jacques Mauclair en 1976, il ferme un temps ses portes en 1999 avant d'être repris par le cours Florent en mai 2000.
En 2009, il est repris par Sébastien Autret, Charles Petit et Quentin Paulhiac, qui font revivre cette salle.
En 2015, c'est Hervé Compan, l'actuel directeur, qui reprend le théâtre et ouvre la programmation à toutes les formes de spectacle vivant.